# Victor Rabu
Pour les articles homonymes, voir Rabu.
Victor Rabu est un architecte français ayant travaillé en Uruguay, né à Agen le 6 janvier 1835 et mort à Paris 9e le 24 mai 1907.

## Biographie
Il a reçu une formation d'arpenteur.
Il est arrivé en Uruguay en 1856 alors qu'il avait une vingtaine d'années. Il a commencé à travailler avec un ingénieur français Aimé Aulbourg qui était arrivé en Uruguay avec le corps expéditionnaire français en 1851 au moment de la Grande Guerre et qui travaillait pour la Comisión Topográfica depuis 1856. Aimé Aulbourg avait succédé en 1858 à José Toribio comme maître d'œuvre principal des travaux publics de Montevideo jusqu'à sa mort en 1859. Ensemble, ils ont dessiné un plan de Montevideo et de ses monuments. Il est progressivement devenu un architecte important dans le style .
Il a réalisé :
- la chapelle de la Sagrada Familia ou Jackson, de style gothique, en 1871 ;
- les ailes latérales du Teotro Solis, en 1863-1869 ;
- l'ancien asile de Huérfanos y Expósitos (actuellement appelé « Dámaso A. Larrañaga ») inauguré en 1875 ;
- le Castillo de Soneira, de 1870 (transformé plus tard par Camille Gardelle) ;
- l'église Saint-François-d'Assise en 1864 dans la rue Cerrito esquina Solís ;
- l'église de l'Immaculée-Conception ou de los Vascos, en 1870 ;
- la Maison Eastmann (1880).

Son grand nombre d'ouvrages lui ont fait donner le titre de "El señor de las iglesias".
Plusieurs des ouvrages construits par Victor Rabu ont disparu, comme :
- la Bourse de commerce, à l'angle des rues Cerrito et Zabala, inaugurée en 1867 et démolie en 1930 pour permettre la construction de la Banco de la República ;
- l'Alcázar Lírico, petit théâtre de variétés inauguré en 1869, désaffecté en 1873, puis transformé en maisons;
- l'Hôtel Americano,
- la Maison Fynn (1872), etc.

Il est revenu en France en 1878, a fait un court séjour en Uruguay en 1890 ou 1891. Il est mort à París à l'âge de 73 ans.